# Filippo Strozzi mellszobra
Filippo Strozzi mellszobra Benedetto da Maiano márványszobra (51x56x30 cm), 1476-ból származik, jelenleg a párizsi Louvre Múzeumban látható.

## Története
A mellszobor Filippo Strozzi sírjánál volt a firenzei Santa Maria Novella bazilikában. Idősebb Filippo Strozzi a korszak egyik leggazdagabb és leghatalmasabb firenzei bankárja volt, a Mediciek szövetségese és többek között a grandiózus firenzei Strozzi-palota tulajdonosa.
A postamens üregében egy latin nyelvű felirat emlékeztet az ábrázolt személy nevére (Filippus Stroza Matei Filius). Ezt követően dokumentum rögzíti, hogy 1476-ban 15 aranyflorintot fizettek érte a művésznek.
A mű 1878-ban vásárlás útján került a Louvre-ba.

## Leírása és stílusa
A büszt Antonio Rossellinóra nyúlik vissza, és egy érett férfit mutat nagy aprólékossággal, a valósághű portréhoz viszonyítva, amely azokban az években Domenico Ghirlandaiót is bevonta a festészetbe. A kifejezés azonban bizonyos idealizálast is mutat, olyan vonásokkal, amelyek kiemelik Filippo úr szellemi képességeit.
A finom brokát, ujjakat fedetlenül hagyó, szőrmeszegélyes köpenyű ruházat virtuóz lágy mintázattal kezelt, amelyen a díszítés arabeszkjei tökéletesen olvashatóak, hullámoznak, deformálódnak a redők alatt.
A szobrászra ezért jellemző a naturalizmus és a komponált idealizálás közötti egyensúlyozás (a róma portréra való utalások nyilvánvalóak), kombinálva a technikai virtuozitással, amelynek révén korában Firenze egyik legkeresettebb művésze lett.

## Fordítás
- Ez a szócikk részben vagy egészben  a   Busto di Filippo Strozzi című olasz Wikipédia-szócikk ezen változatának fordításán alapul.  Az eredeti cikk szerkesztőit annak laptörténete sorolja fel. Ez a jelzés csupán a megfogalmazás eredetét és a szerzői jogokat jelzi, nem szolgál a cikkben szereplő információk forrásmegjelöléseként.